# 兰斯主教座堂
兰斯主教座堂，全名為兰斯圣母主教座堂（法語：Cathédrale Notre-Dame de Reims，發音：[nɔtʁə dam də ʁɛ̃s] ⓘ），是位於法国大東部大区城市兰斯的主教座堂，历史上曾经有25位法国君主在此加冕。
兰斯主教座堂被認為是由主教尼卡修斯在5世紀初建立的。大約在一個世紀後，克洛维一世在這裡接受了蘭斯主教聖雷米吉烏斯的施洗。使其成為第一位接受此聖禮的法蘭克國王。從而使整個法蘭克民族皈依了天主教，現在的蘭斯大教堂始建於13世紀，於14世紀完工。是高哥特式建築的一個重要案例，它的建造則是為了取代1210年被大火燒毀的早期教堂。雖然在法國大革命期間幾乎沒有損壞，但現在的大教堂在19世紀進行了廣泛的修復。後因第一次世界大戰期間遭到嚴重破壞後，於20世紀後期再次進行修復。
自1905年政教分離法頒布以來，大教堂一直歸法國政府所有，而天主教堂則有獨家使用協議。並由法國政府支付其修復和維護費用。當代，大教堂是兰斯最重要的旅遊景點，每年共接待約一百萬遊客。 自1991年以來，兰斯主教座堂一直是聯合國教科文組織世界文化遺產的一部分。

## 建造
主教座堂大部分完成于13世纪末，只有西立面建于14世纪。—钟楼高81米，最初设计为120米。南钟楼有2口大钟，其中“夏洛特”重约11吨。
1875年，法国国民大会捐款修理立面和栏杆。立面是这座建筑最好的部分，它是中世纪的伟大杰作之一。
第一次世界大战期间，德国的炮火毁坏了座堂的重要部分。北钟楼的脚手架着火，火焰蔓延到上部的木结构部分，屋顶融化，滴水嘴石兽倾泻而下，摧毁了主教宫。修复工作开始于1919年，1938年重新开放，得到了洛克菲勒家族的资助。

## 内部
三个部分都充满了大大小小的雕塑。在欧洲的主教座堂中，只有沙特尔的人物雕塑更多。中央部分奉献给圣母，
袖廊也装饰有雕塑。北面是兰斯主教们的雕像，《最后审判》雕塑和耶稣像，而南侧是美丽的玫瑰窗，描绘先知和十二使徒。1481年大火摧毁了屋面和尖顶，袖廊两侧的4座塔楼，屋面以上部分全部不存。唱經台上方高18米的用铅覆盖的木制钟楼，在15世纪和1920年代经过了重建。

## 外部

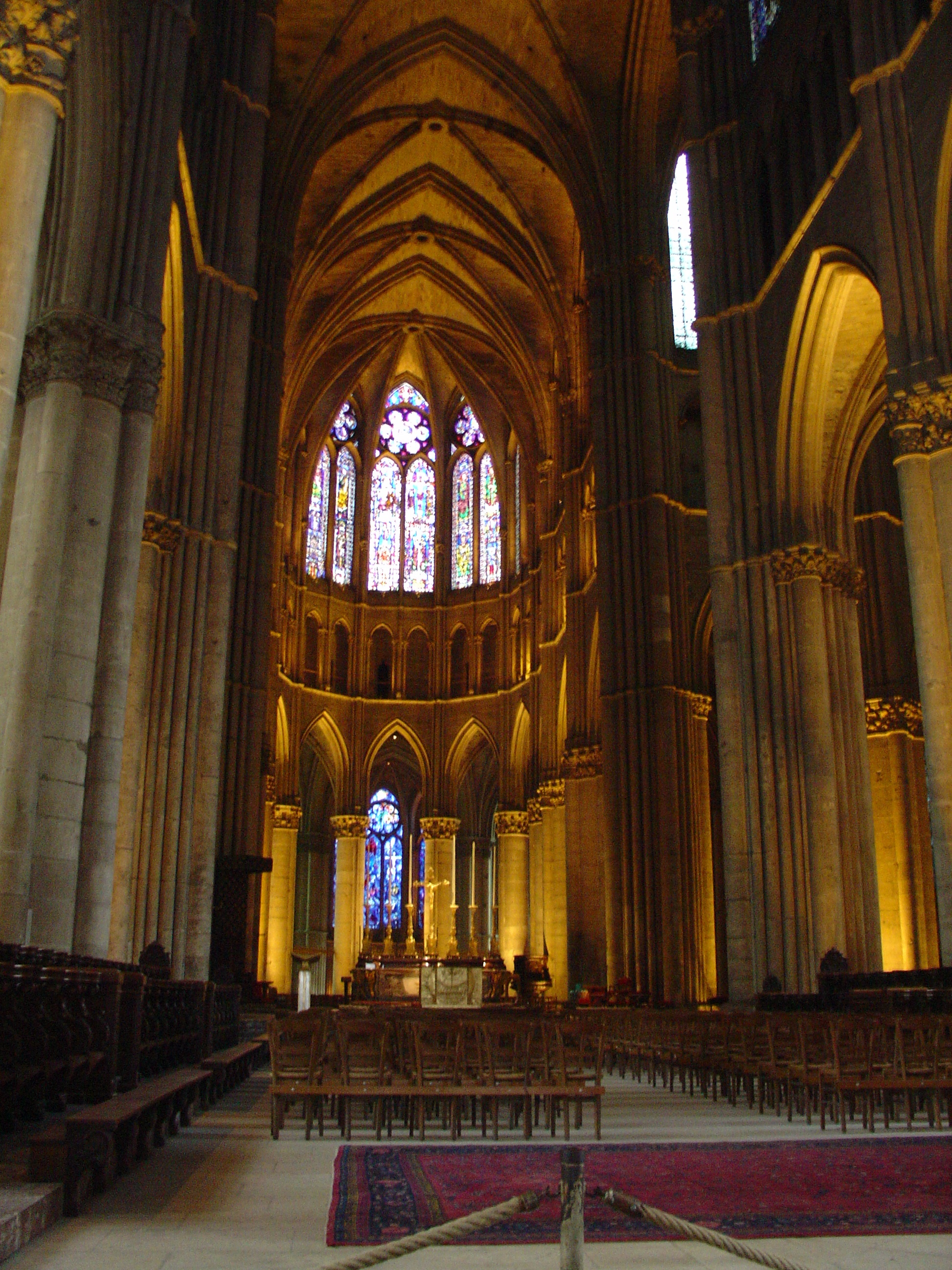

主教座堂内部长138.75 米，宽30米，高38米。包括带侧廊的中殿、带侧廊的袖廊、带有2个侧廊的唱經台，
主教座堂拥有美丽的绣帷，其中最重要的是16世纪的圣母生平，现在位于前主教府。
Tau宫中还有许多珍宝，其中有“圣瓶”，盛装膏抹法国国王的圣油，在法国革命中被破坏，成为碎片。
1991年，主教座堂被列为世界文化遗产。

## 图片

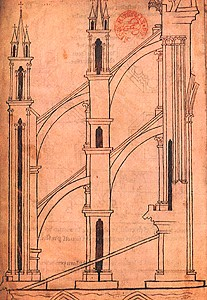
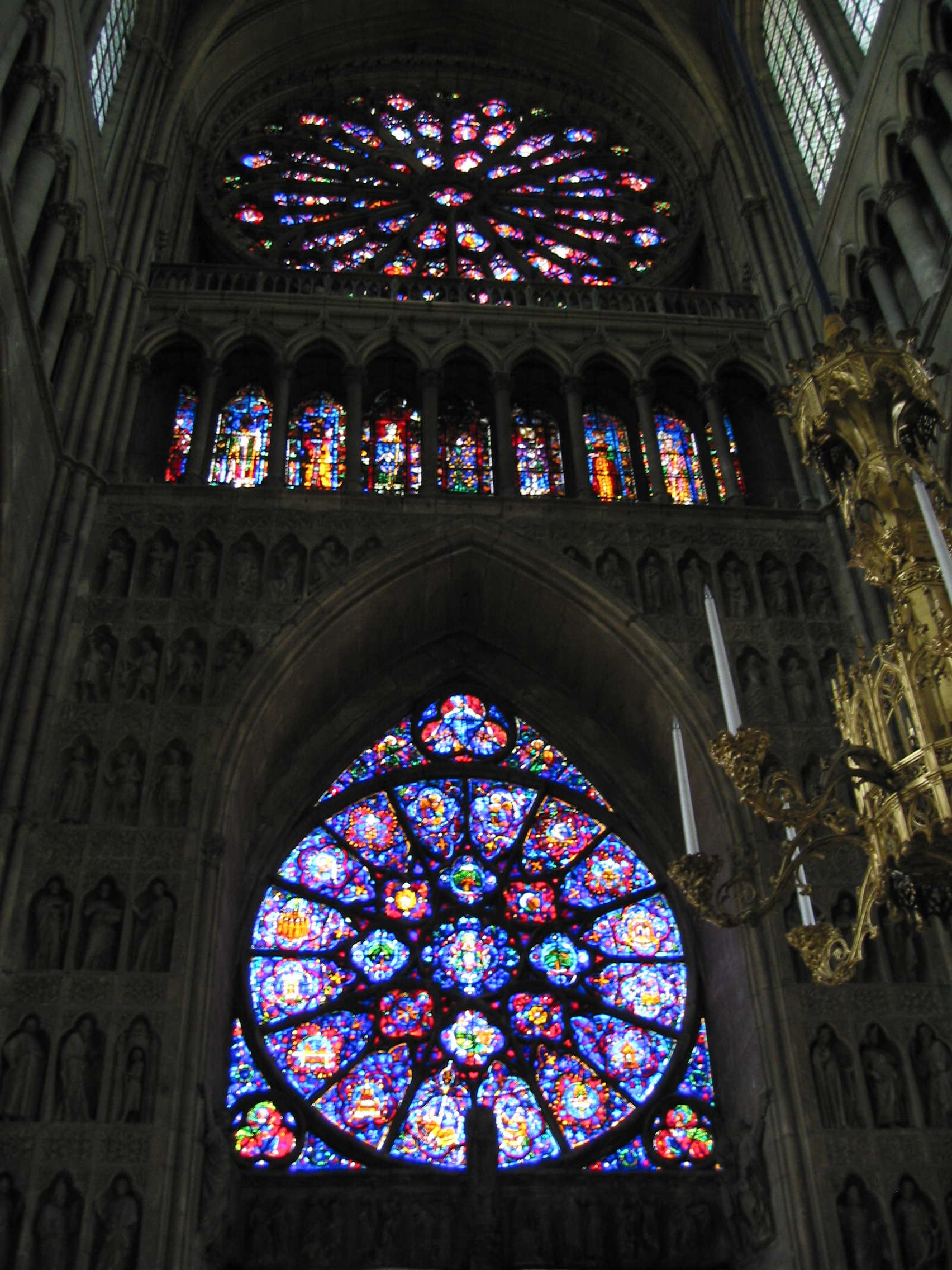
玫瑰窗
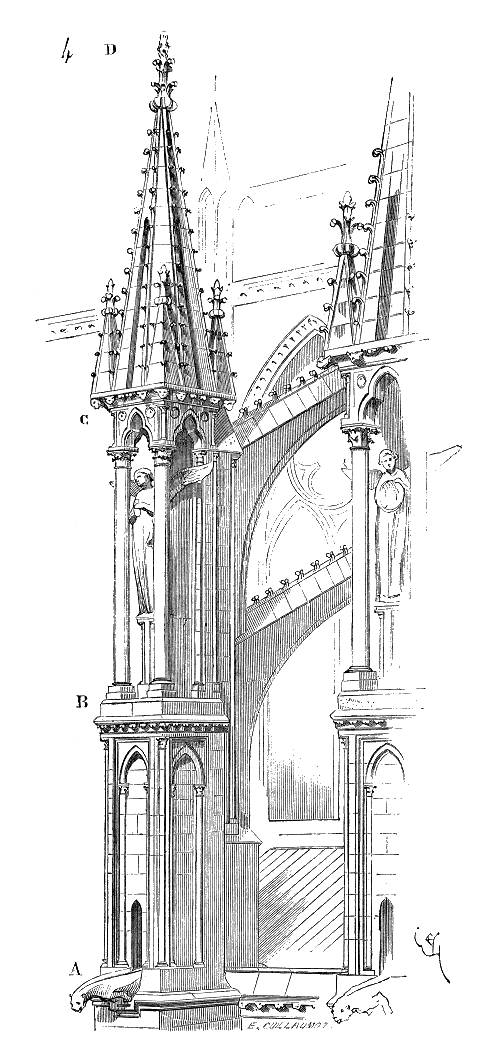
飞扶壁、尖顶和雕塑
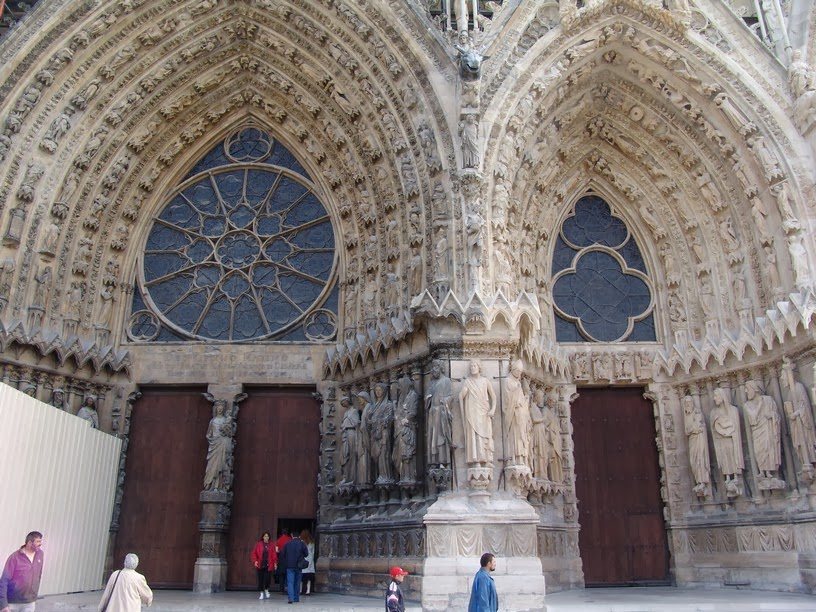
正门
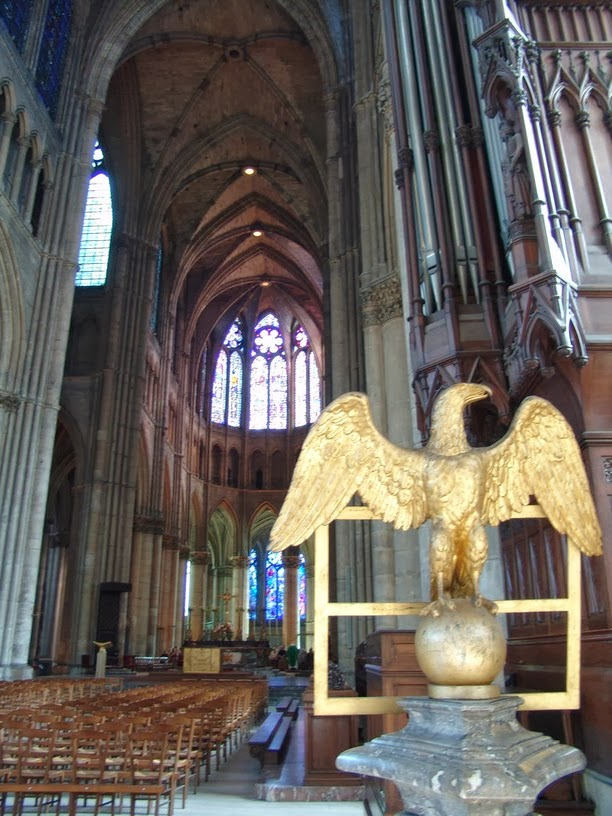
内部
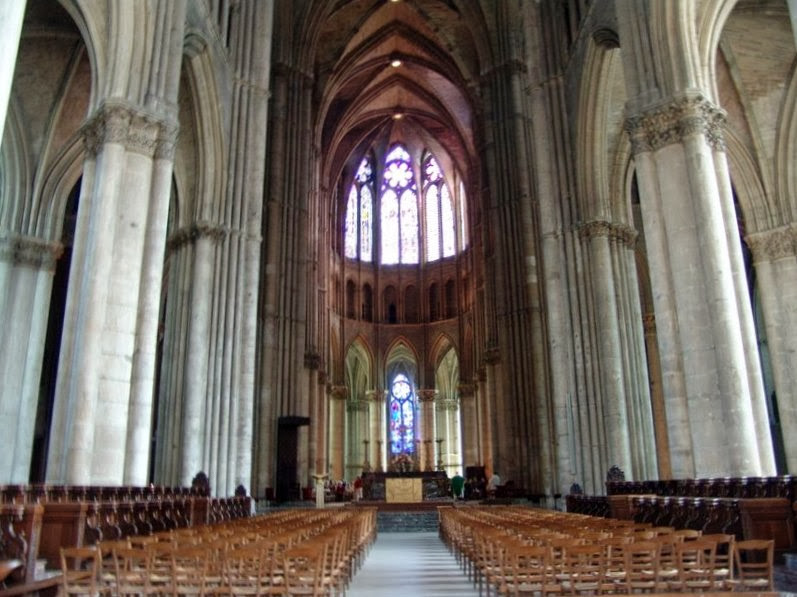
内部